# Altercatio
Die Altercatio (lat. altercatio „Wortwechsel“) ist eine rhetorische Form der antiken Gerichtsrede (genus iudiciale) aus argumentativer Rede und Gegenrede innerhalb derselben Sprecherperspektive. Sie wurde zum Teil eristisch gebraucht, so u. a. in Platons Apologie des Sokrates (Kapitel 24, Darlegung der Anklagepunkte und deren Widerlegung).
In der mittelalterlichen Dichtung bezeichnete der Begriff das Streitgedicht im Allgemeinen. Er erschien auch in Titeln wie z. B. Altercatio Phyllidis et Florae (13. Jahrhundert).